# Hilișeu-Cloșca
Hilișeu-Cloșca – wieś w Rumunii, w okręgu Botoszany, w gminie Hilișeu-Horia. W 2011 roku liczyła 642 mieszkańców.